# 性成瘾
性成瘾（英語：Sexual addiction），也称性癮、嗜性、性依赖，是一种不顾负面影响而强迫性参与或参与性活动，特别是性交的状态。性上瘾诊断模型的支持者认为它是亢进性障碍亢进性障碍中几种与性有关的障碍之一。性成癮的人則叫性癮者或嗜性者。
性依赖这个词也用来指那些报告无法控制自己的性欲、性行为或性想法的人。病态性行为的相关或同义模式包括性欲亢进(色情狂和色欲狂)、情爱妄想、唐璜综合症(或唐·胡安尼塔症)和性偏离相关障碍。
从事瘾癖研究的英国格拉斯哥大学心理学的榮譽高級研究院士罗伯特·伊安·F·布朗说：“性瘾跟其他类型的上瘾是一样的。有性瘾的人将性行动作为调节心情和逃避现实的一种方式。虽然有人实际上付诸行动的次数可能并不很多，但是这种念头一天到晚不断，也对人造成了困扰。一旦染上性瘾，一般来说就会沉湎于各种与性有关的活动。

## 性幻想與性上癮
一般的性幻想基本上都是無害的，但幻想無法完全滿足性上癮的渴望。

## 网络色情與性上癮
互聯網的興起使各種各樣的色情資訊變得很容易接觸，而現時全世界亦有不少人因此而沉溺在網上的色情世界裡。根據《國際先驅論壇報》的報導指：「如果一个人沉溺在网络色情中不能自拔，那么原因很可能是他有性瘾。」